# Кирхофов закон топлотног зрачења
Код преноса топлоте, Кирхофов закон топлотног зрачења односи се на зрачење специфично за таласну дужину и апсорпцију материјалног тела у термодинамичкој равнотежи, укључујући равнотежну промену зрачења. Тело са температуром Т зрачи електромагнетном енергијом. Савршено црно тело у термодинамичкој равнотежи апсорбује сву светлост која га удара и зрачи енергију према јединственом закону радијационе емисионе снаге за температуру Т, универзалну за сва савршена црна тела.
Кирхофов закон наводи да за тело било ког произвољног материјала који емитује и апсорбује термално електромагнетско зрачење на свакој таласној дужини у термодинамичкој равнотежи, однос његове емисионе снаге према његовом бездимензионалном коефицијенту апсорпције једнак је универзалној функцији само радијационе таласне дужине и температуре. Та универзална функција описује савршену емисиону снагу црног тела.  Овде, бездимензиони коефицијент апсорпције (или апсорпциона способност) је фракција упадне светлости (снаге) коју тело апсорбује када се зрачи и апсорбује у термодинамичкој равнотежи. У мало другачијим терминима, емисиона снага произвољног непрозирног тела фиксне величине и облика на одређеној температури може се описати бездимензијоном величином, која се понекад назива емисија: однос емисионе снаге тела према емисионој снази црног тела исте величине и облика на истој фиксној температури. Овом дефиницијом, Кирхофов закон каже, на једноставнијем језику:
За произвољно тело које емитује и апсорбује топлотно зрачење у термодинамичкој равнотежи, емисија је једнака апсорпционој моћи.
У неким случајевима, емисиона снага и апсорпција могу бити дефинисане да зависе од угла, као што је описано испод. Услов термодинамичке равнотеже је неопходан у дефиницији, јер једнакост емисивности и апсорпције често не постоји када материјал тела није у термодинамичкој равнотежи.
Кирхофов закон има још једну последицу: емисија не може бити већа од један (јер апсорпција не може, конзервацијом енергије), тако да није могуће топлотно зрачити више енергије него црно тело, у равнотежи. У негативној луминисценцији углова и интегрисаној апсорпцији таласне дужине превазилази емисију материјала, међутим, такви системи се напајају из спољног извора и стога нису у термодинамичкој равнотежи.

## Историја
Пре него што је Кирхофов закон био препознат, експериментално је утврђено да је добар апсорбер добар емитер, а слаб апсорбер је лош емитер. Наравно, добар рефлектор мора бити слаб апсорбер. Због тога, на пример, лагани термички покривачи се заснивају на рефлектујућим металним премазима: они губе мало топлоте зрачењем.
Кирххофов велики увид је био да препозна универзалност и јединственост функције која описује емисиону моћ црног тела. Али он није знао прецизну форму или карактер те универзалне функције. Лорд Рајлих и Сер Џејмс Џинс 1900 - 1905 покушали су га описати у класичним терминима, што је резултирало Рајлихх-Џинсовим законом. Показало се да је овај закон неконзистентан и да доноси ултраљубичасту катастрофу. Прави облик закона пронашао је Мак Планк 1900. године, претпостављајући квантизовану емисију зрачења, и назван је Планков закон. Ово означава долазак квантне механике.

## Теорија
У кућишту од црног тела које садржи електромагнетно зрачење са одређеном количином енергије у термодинамичкој равнотежи, овај "фотонски гас" ће имати Планкову расподелу енергија. 
Може се претпоставити да је други систем, шупљина са зидовима који су непрозирни, крути и нису савршено рефлектујући на било коју таласну дужину λ, да се повеже, кроз оптички филтер, са кућиштем црног тела, оба на истој температури. Зрачење може прећи из једног система у други. На пример, у другом систему, густина фотона у уском фреквентном опсегу око таласне дужине била је већа од густине првог система. Ако је оптички филтер прошао само тај фреквенцијски опсег, онда би дошло до нето трансфера фотона и њихове енергије, из другог система у први. Ово је у супротности са другим законом термодинамике, који захтева да не постоји нето пренос топлоте између два тела на истој температури.
У другом систему, стога, на свакој фреквенцији, зидови морају да апсорбују и емитују енергију на такав начин да одржавају дистрибуцију црног тела. За услов топлотне равнотеже, апсорпција је однос енергије апсорбоване од стране зида према енергији која се појављује на зиду, за одређену таласну дужину. Тако је апсорбована енергија где је интензитет зрачења црног тела на таласној дужини и температури. Независно од стања топлотне равнотеже, емисивност зида дефинише се као однос емитоване енергије према количини која би се зрачила ако би зид био савршено црно тело. Емисиона енергија је{\displaystyle \epsilon _{\lambda }E_{b\lambda }(\lambda ,T)}, дакле{\displaystyle \lambda }, је емисија на таласној дужини. За одржавање топлотне равнотеже, ове две величине морају бити једнаке, иначе ће расподела енергије фотона у шупљини одступати од расподеле црног тела. Ово даје Кирхофов закон:
{\displaystyle \alpha _{\lambda }=\epsilon _{\lambda }}
Сличним, али сложенијим аргументима, може се показати да, пошто је зрачење црног тела једнако у свим правцима (изотропно), емисија и апсорпција, ако се деси да зависе од правца, морају опет бити једнаки за било који дати правац.
Подаци о просечној и укупној апсорпцији и емисији се често дају за материјале са вредностима који се међусобно разликују. На пример, бела боја има апсорптивност од 0,16, а има емисију од 0,93. То је због тога што је апсорпција усредњена са пондерисањем за соларни спектар, док је емисија пондерисана за емисију саме боје на нормалну температуру околине. Апсорпција наведена у таквим случајевима израчунава се на основу:
{\displaystyle \alpha _{\mathrm {sun} }=\displaystyle {\frac {\int _{0}^{\infty }\alpha _{\lambda }I_{\lambda \mathrm {sun} }(\lambda )\,d\lambda }{\int _{0}^{\infty }I_{\lambda \mathrm {sun} }(\lambda )\,d\lambda }}}
док је просечна емисивност дата:
{\displaystyle \epsilon _{\mathrm {paint} }={\frac {\int _{0}^{\infty }\epsilon _{\lambda }(\lambda ,T)E_{b\lambda }(\lambda ,T)\,d\lambda }{\int _{0}^{\infty }E_{b\lambda }(\lambda ,T)\,d\lambda }}}
Где је емисиони спектар Сунце, а то је емисиони спектар боје. Иако, по Кирхофовом закону, у горенаведеним једначинама, горенаведени просеци уопште нису  и једнаки један другом. Бела боја ће послужити као врло добар изолатор од сунчевог зрачења, јер је јако рефлектирајућа од сунчевог зрачења иако слабо емитује у соларном опсегу, њена температура ће бити око собне температуре, и емитоваће било које зрачење које је апсорбовано у инфрацрвено подручју, где је коефицијент емисије висок.